# Josef Vanča
Josef Vanča (19. února 1908 Drážďany – 5. srpna 1988 Ústí nad Labem) byl sochař a keramik.

## Životopis
Studoval odbornou školu keramickou v Teplicích a následně v roce 1937 Vysokou školu uměleckoprůmyslovou v Praze u Heleny Johnové.
Pracoval ve firmě Epiag v Karlových Varech jako designér. Poté jako sochař u firem Eichlel v Duchcově a u Modranské keramiky v Modre. Po roce 1945 žil i pracoval v Ústí nad Labem. Vytvořil zde keramické reliéfy pro mateřské školy a bronzovou sochu s názvem Pelikán, která se nachází v bazénku nad Domem kultury.
Vystavoval na společných výstavách, například v roce 1968 v Praze na výstavě s názvem Severočeští výtvarní umělci.
Byl členem skupiny Umelecké besedy slovenské.
Zastoupen ve sbírkách Městského muzea v Bratislavě.

## Dílo
- 1964: Pelkán, bronz, Ústí nad Labem[1][3][4]
- 1974: Domovní znamení pro mateřskou školu v Ústí nad Labem[5]
- okolo 1980: Pták, Ústí nad Labem[6]
- Racci, Ústí nad Labem[7]
- Plastika Automobilový závodník[8]
- Plameňáci, Ústí nad Labem[9]
- Reliéf v Městských sadech v Ústí nad Labem (společně s Emilem Solaříkem, Václavem Kyselkou a Jiřím Bradáčkem[10]
- Soubor zahradních plastik v mateřské škole v Ústí nad Labem[11]

## Galerie

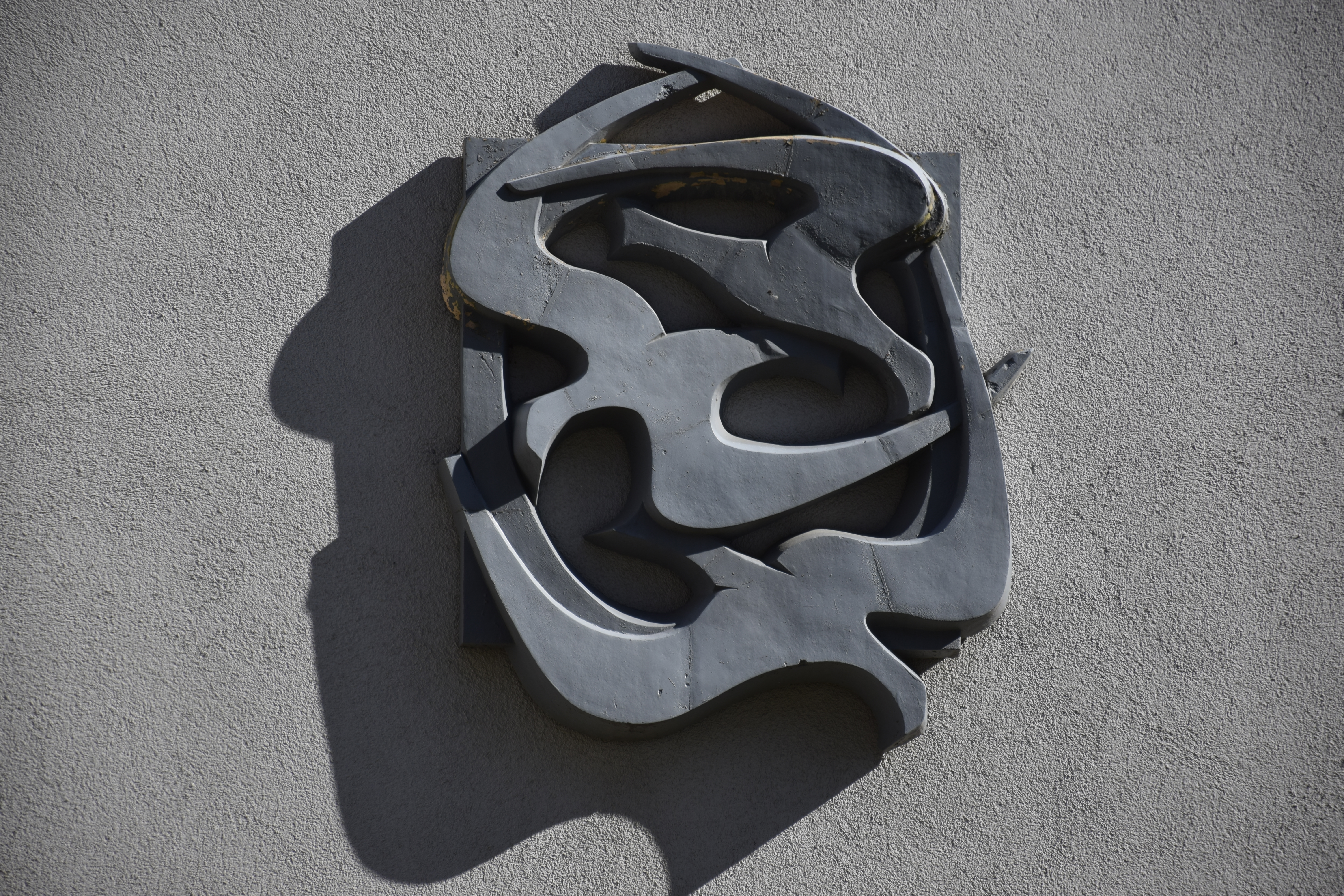
Reliéf ptáků na dětském domově v Ústí nad Labem
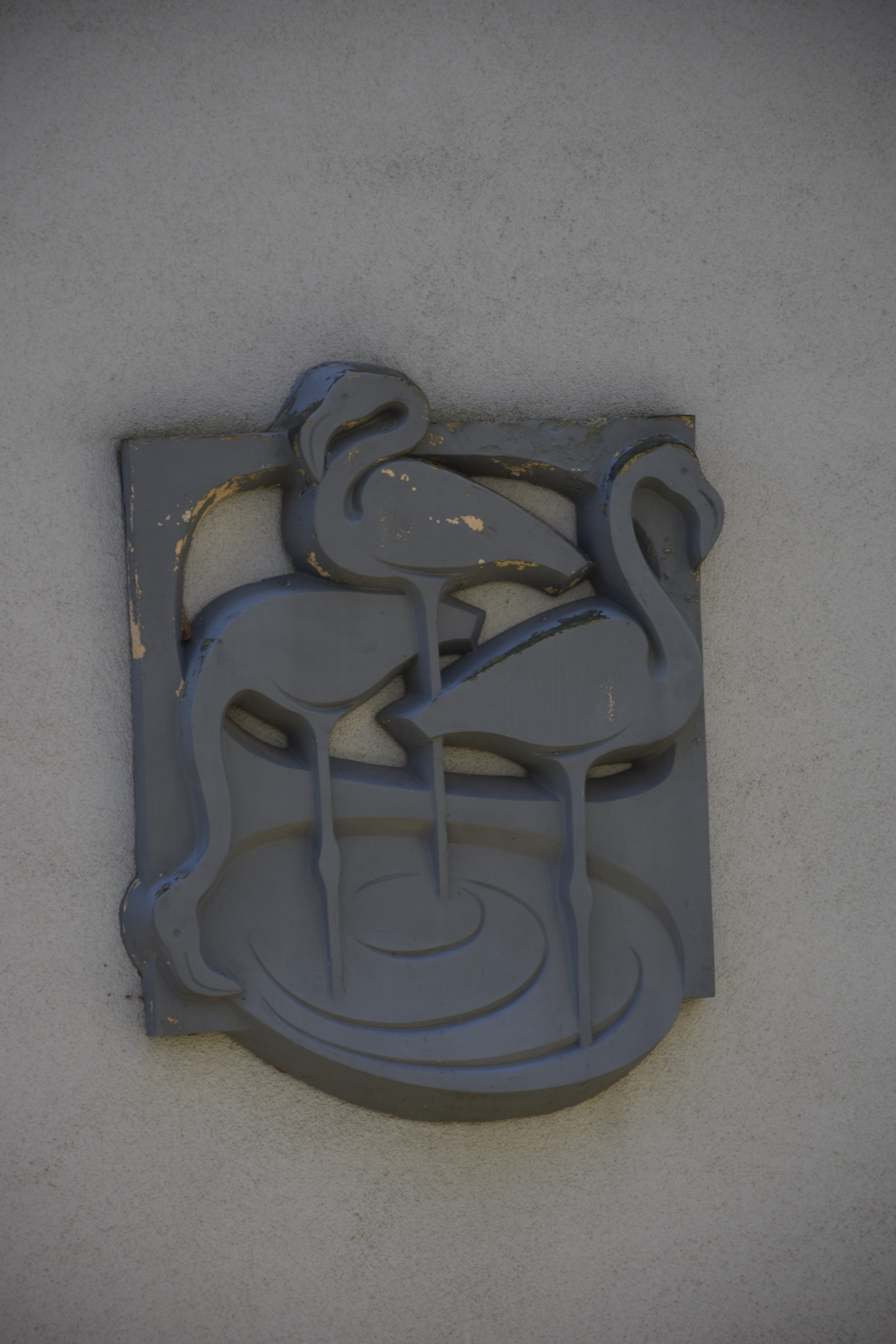
Druhý reliéf ptáků